# Topper Headon
Nicholas Bowen "Topper" Headon (n. 30 mai 1954, Greater London, Anglia, Regatul Unit), cunoscut ca „Topper” datorită asemănării cu Mickey the Monkey din benzile desenate Topper, este un baterist britanic de rock and roll, cel mai cunoscut ca și membru al trupei punk rock The Clash. Este recunoscut ca fiind cel mai influent și inovativ baterist punk rock de la sfârșitul anilor '70 și începutul anilor '80. Greg Pato de la Allmusic a menționat că producătorul Sandy Pearlman l-a caracterizat pe Headon ca fiind „The Human Drum Machine” (sintetizatorul de ritm uman) datorită abilităților sale impresionante de a cânta la tobe.

## Discografie

### Albume de studio
- Waking Up (1986)

### EP-uri
- Leave It To Luck/East Versus West/Got To Get Out of This Heat S.O.S./Casablanca (1985)